# Заміндар
Замінда́р — землевласник в Індії, який сплачував земельний податок (за системою заміндари) на користь верховного землевласника — британської колоніальної влади.

## Використання терміна
У Делійському султанаті та Імперії Великих Моголів заміндар — зазвичай правитель васального князівства, вождь васального племені. У XVII—XVIII століттях заміндарами називали спадкових відкупників податків, особливо в Бенгалії, Біхарі та Центральній Індії. У Північно-Західній Індії в ту ж епоху заміндар — також селянин, повноправний член громади.

Після англійського колоніального завоювання терміном «заміндар» у різних провінціях Британської Індії стали називати різні групи феодалів, затверджених у правах земельних власників. Верховним власником землі при цьому оголошувалися англійська колоніальна влада на місцях. Розрізнялося постійне (земельний податок фіксувався «навіки») та тимчасове (податок переглядався кожні 20—40 років) заміндарство. Саме система «заміндарі» надалі стала основним джерелом британського колоніального доходу в Індії.
«Політика колоніальних правителів полягала у витягу максимуму доходів в Індії, насамперед у сільській місцевості, і в перетворенні її в джерело сировини і ринок збуту для промислових товарів, вироблених у Британії, проте в різних місцях вона проводилася по-різному. Це призвело до формування в регіонах Індії трьох типів землекористування, що мали важливі наслідки для подальшого розвитку сільського господарства, а також до неоднакових процесів руйнування ремесел у результаті імпорту дешевих промислових товарів з-за кордону. Уведення системи заміндарів у Східній Індії (Бенгалія) призвело до виникнення паразитичного класу збирачів ренти, не зацікавленого в продуктивних інвестиціях. Зростання тягара земельної ренти в поєднанні з лихварством призвело до пауперизації селян і ремісників. В областях, де були прийняті системи райотварі (Бомбей і Мадрас) і махалварі (Пенджаб, Північно-Західна прикордонна провінція), визнавалися великі права селян на землю, механізм вилучення ренти був менш жорстким, а в деяких районах Великого Пенджабу конфіскація землі в селян-боржників і передача її кредиторам були обмежені. Тому руйнівний вплив цих двох систем проявився в значно меншій мірі».
У першій половині XX століття заміндари — збірне позначення феодалів-поміщиків, що володіли землею по системі «заміндарі» в Британській Індії, а також феодалів в індійських князівствах. У незалежній Індії в 50-ті роки XX століття були проведені закони про скасування цієї системи.